# Sotero Sanz Villalba
Mons. Sotero Sanz Villalba (22. dubna 1919, El Buste - 17. ledna 1978, Santiago de Chile) byl španělský římskokatolický kněz, arcibiskup a apoštolský nuncius.

## Život
Narodil se 22. dubna 1919 v El Buste. Po střední škole vstoupil do kněžského semináře v Tarazoně a na Papežské univerzitě Comillas získal doktorát z kanonického práva. Na kněze byl vysvěcen 4. července 1942. Působil v různých pastoračních službách např. v Buñuelu, v Calatayudu nebo v Tarazoně. Poté odešel studovat na Papežskou diplomatickou akademii v Římě. Roku 1950 začal působit ve Státním sekretariátu. Zejména zde sloužil jako překladatel španělštiny.
Roku 1967 byl papežem Pavlem VI. jmenován asesorem obecných záležitostí Státního sekretariátu.
Dne 16. července 1970 byl jmenován apoštolským nunciem v Chile a titulárním arcibiskupem z Emerita Augusta. Biskupské svěcení přijal 12. září 1970 z rukou kardinála Vicente Enrique y Tarancóna a spolusvětiteli byli kardinál Benjamín de Arriba y Castro a arcibiskup Pedro Cantero Cuadrado.
Dne 24. listopadu 1977 byl jmenován apoštolským delegátem v Mexiku.
Zemřel 17. ledna 1978 na vážnou nemoc. Byl pohřben ve svém rodném městě.